# Augustinovka (meteorito)
El meteorito de Augustinovka es un meteorito metálico encontrado en 1890 en el río Dniéper (Imperio ruso, hoy Ucrania). De 400 kg de peso, es el segundo mayor meteorito encontrado en la actual Ucrania detrás del de Knyahinya.

## Historia
De acuerdo a Kupffer (1911), el meteorito de Augustinovka fue encontrado en 1890 bajo una cubierta de 4 m de loess en la margen izquierda del río Dniéper, en lo que actualmente es el óblast de Dnipropetrovsk, Ucrania. Los aldeanos, que trabajaban en los depósitos de loess y arcilla, enviaron la masa a Yekaterinoslav (actual Dnipró); desde allí fue enviada al Instituto de Minería en Leningrado alrededor de 1890. Unos años antes, habían aparecido en la misma región varios fragmentos meteoríticos conocidos como Verkhne Dnieprovsk (Brezina, 1885). Aunque inicialmente se pensó que Augustinovka y Verkhne Dnieprovsk eran materiales que provenían de dos caídas de meteoritos diferentes, trabajos más recientes (Buchwald, 1975) indican que proceden de una misma masa erosionada.

## Composición
La plesita ocupa el 40% de la parte metálica de la superficie decapada, y puede desarrollarse en forma de peine o como densos campos de taenita vermicular en camacita celular.
Asimismo, troilita y schreibersita son fases dominantes que cubren aproximadamente un 4% de la superficie estudiada;
en concreto, la troilita aparece formando esferas casi perfectas de 10 - 20 mm de diámetro.
Una peculiaridad del meteorito de Augustinovka es que contiene xenofilita (Na4Fe7(PO4)6), un nuevo fosfato de hierro y sodio. Además de albergar schreibersita, el fosfuro meteorítico más frecuente, parece que hubo disponibilidad de oxígeno suficiente para que este fosfato único se formase.
En la composición elemental de este meteorito hay, además de hierro, un 9,86% de níquel, 33,1 ppm de germanio, 18,9 ppm de galio y 0,04 ppm de iridio.

## Clasificación
El meteorito de Augustinovka es una octaedrita media, estando catalogado como siderito de tipo IIIB, al igual que el de Chupaderos. En menor medida también tiene semejanzas con los meteoritos vecinos de Lenarto y Gressk.